# Siobhon Rumurang McManus
Siobhon Rumurang McManus és una professora i activista per la pau palauana, amb arrels Palau i Chamorro, afincada a Guam.
El 2017 va liderar l'oposició a la construcció d'un nou sistema de defensa de míssils per part del govern dels Estats Units. Quan va parlar de les protestes del 2017 contra el militarisme nord-americà, McManus va afirmar que amb elles havia permès que els indígenes de Guam fossin escoltats en un escenari global. També va representar el grup Prutehi Litekyan, que va fer campanya contra la construcció d'una instal·lació de defensa en antics cementeris i boscos de pedra calcària. També s'ha mostrat obertament sobre el fet que els ciutadans de Guam no tenen plens drets de vot a les eleccions dels Estats Units.
El 2018 va contribuir a l'antologia Kinalamten Gi Pasifiku, que inclou escriptors que se centren "en les narracions del Pasifika colonitzat". El seu oncle era el poeta Valentine Sengebau.